# フランコ体制下のスペイン

スペイン国
Estado Español (スペイン語)

国の標語: 
Una, Grande y Libre（スペイン語）
ひとつにして偉大で自由

Plus Ultra（ラテン語）
更なる前進国歌: Marcha Granadera（スペイン語）
擲弾兵行進曲
スペインの領土と植民地

-   スペイン本国、イフニ、西サハラ、ギニア
-   モロッコ保護領
-   タンジェ国際管理地域

フランコ体制下のスペイン（フランコたいせいかのスペイン、スペイン語: España durante el régimen de Franco）では、スペイン内戦により第二共和政が崩壊した後、政権を握ったフランシスコ・フランコ・バーモンデが国家元首の座に就いた1939年から、1975年のフランコの死によってフアン・カルロス1世が国王となるまでの間のスペインについて記述する。1947年に国家首長継承法が制定され立憲君主国であると定められたが、フランコの死まで王座は空位のままであった。

## 国名
フランコ体制下では憲法が停止状態であったため、憲法によって制定された正式な国名は無かったが、内戦初期の1936年9月に発表されたフランコ側の公式文書「Decreto nombrando Jefe del Gobierno a Francisco Franco（Boletín Oficial de la Junta de Defensa Nacional）」で反乱側の国家元首に指名されたとあり、その第一条では、
 と、国名はEstado Español（スペイン国）の名称が使われている。また、フランコ体制下の事実上の憲法と見做される王国基本諸法のうち、Fuero del Trabajo（労働特別法、1938年）では、
Ley Orgánica del Estado（国家組織法、1967年）では、
フランコ死後に制定されたLey para la Reforma Política（政治改革法、1977年）では、
と、いずれも「Estado español」が使われている。ほか、主要法律では「Reino de España（スペイン王国）」などの表記があった。

## スペイン内戦と政権の誕生
スペイン共和国が成立した1931年の総選挙では、スペイン社会労働党などの社会主義政党か、急進社会主義共和党などの共和主義左派政党、カタルーニャ共和主義左翼などの民族主義左派政党を中心とする左派が勝利し、社会主義的政策の一環として小作料の制限、小作農雇用に関する規制を実行に移すことを試みた。しかし、土地所有者である地主、貴族はこれに反発し、実質的に形骸化した。また、王党派、カトリック教会などの保守勢力の政権に対する反発は根強く、1933年の総選挙では右派が政権を獲得し、左派政権時に行った政策を反故にした。これに対する小作農、労働者の反発は根強く、1936年2月実施の総選挙では左派の人民戦線勢力が政権を奪還した。このため、地主、貴族、資本家、カトリック教会などの保守勢力と政府の対立は激化した。
同年7月、当時のスペイン領モロッコと本土の一部で軍が反乱を起こした。元陸軍参謀総長のフランシスコ・フランコはモロッコで反乱軍を指揮し、本土に侵攻した。保守勢力が反乱軍を支援したため、この反乱はスペインを二分するスペイン内戦に発展した。その後、フランコはドイツやイタリアの支援を受けて政府勢力と戦い、最終的に反乱を成功に導いた。
反乱軍の指導者は、当初はエミリオ・モーラ・ビダル将軍だった。しかし、短期間にめざましい戦功を上げたフランコは1936年10月1日、ブルゴスにおいて反乱軍の総司令官に指名され、同時に国家元首に就任した。また、フランコは1938年1月30日に正式に内閣制度を導入し、自ら国家元首兼首相となり「カウディーリョ（統領、総統とも）」と称した。内戦終了直前には反乱軍は反乱ではなく、「合法的な武力行使」を行ったと主張した。
戦後には共和派の粛清が行われ、27万人が収監され、5万人以上が処刑されたと見られている。この過程で、共和派が左派的な政策を強く押し進め、多くの人々が収監・財産を没収されただけでなく、50万人以上が殺害されたというプロパガンダが行われた。1940年代から粛清の動きは低下し、強制収容所も規模を縮小し、刑の免除・停止も行われ始めた。

## フランコ政権成立
フランコ政権を支えていたのはスペイン国内の多様な右派であり、思想的統一はなされなかった。スペインでは伝統的なカトリックの勢力が強く、ファシズム勢力の浸透を妨げた。フランコはホセ・アントニオ・プリモ・デ・リベラが設立した急進ファシズム政党ファランヘ党と右派を結合させ、新たなファランヘ党を結成させた。新ファランヘ党は旧来の綱領をほとんどそのまま受け継ぎ、1939年に国家唯一の政党であると定義されたが、影響力はさほど強力ではなかった。1938年から1962年に就任した閣僚の出身身分のうち、ファランヘ党出身者はわずか25％にすぎず、最も多いのは39％の軍人であった。またファランヘ党への国庫からの支援もほとんど無く、むしろファシズム勢力が退潮したとされる時期のほうが国庫支援や党員数を増加させている。フランコは各派の勢力均衡のため、突出した勢力が出ないよう配慮していた。また体制内で失脚した者を粛清することはなく、1940年代に王政復古をはかった将軍も赦免されている。このため体制派から反体制派に転身したものは非常に希であった。
国際的には、ハンガリー王国と満州国とともに、1939年に国際的な共産主義運動に対する共同防衛条約として防共協定に調印した。ただし国内が自由であったと言うわけではなく、1940年の共産主義者・フリーメイソン弾圧法に見られるような政治的抑圧は続いていた。
経済面においては、一国内での自給経済を志向する「アウタルキー」政策が1950年代までとられた。しかし総じて好況とはほど遠く、国民経済では困窮が続いた。

## 第二次世界大戦
こうしたフランコ政権の中で最も有力なファシストがフランコの義弟ラモン・セラーノ・スニェールであった。セラーノはファランヘ党の書記長、内相を務め、1940年からは外相となった。また、第二次世界大戦においては枢軸国への接近を主張し、1940年のヒトラーとのアンダイエ会談を実現させた。ヒトラーはスペインの参戦を求め、フランコも一時はこれに同意した。しかし、その後は言を左右にして参戦を拒み、中立国ではあるものの親枢軸国側である「非交戦」国家として振る舞った。また、義勇兵を集めて「青師団」を結成し、東部戦線に派遣した。
スペインは、諜報活動などで枢軸国側に便宜を図ったものの、これは原油の一大輸入先であるアメリカ合衆国の怒りを買った。アメリカはスペインへの石油禁輸を行って圧力を加え、枢軸側への資源売却が監視されるようになった。その後枢軸側の退勢が明らかになる1942年には、フランコは枢軸国側を見切る方針を固めた。セラーノはすべてのポストから解任されて失脚した。体制が揺らぐ中、1943年9月15日には、王党派の中将8名が王政復古を求める意見書をフランコに提出するという事件が起きた。
1944年には、連合国の圧力により諜報支援も打ち切られた。日本の降伏後、駐米スペイン大使が祝辞を述べに国務省を訪れたが、これに高官が対応することはなかった。

## 戦後のスペイン
中立こそ維持したものの、戦時中の親枢軸的な態度が災いし、連合国から白眼視されていた。マーシャル・プランの対象にもならず、欧州経済共同体への加盟も民主主義国でないとして認められなかった。1946年12月の国際連合総会はフランコ体制が非民主的でスペイン人の支持を得たものでないと批判し、加盟国に断交を推奨する決議を行った。この決議を受けてアメリカやヨーロッパ諸国は大使を召還した。
ファランヘ党はこの期を利用して自らの動員能力を示し、存在感をアピールすることで権力の維持を図った。フランコは政治制度について、最終的には君主制に移行すべきだと考え、1947年に「国家首長継承法」を制定した。これにより、スペインは「王国」でありフランコが国家元首として「王国の終身摂政」となることが決定した。さらに、フランコには後継者となる国王の指名権が付与された。7月6日にはこの措置の国民投票が行われ、圧倒的多数がこの措置を支持した。この結果は王党派の活動にとどめを刺し、さらに動員力を見せつけたファランヘ党の権力も維持された。また、アメリカもこの結果をみてはフランコに国民支持がないと主張することもできず、アメリカの国連代表は再度のスペイン非難決議に反対し、その決議を阻止した。しかし冷戦の勃発によってある程度は緩和されたものの、スペインの国際的孤立は変わらなかった。
孤立にあえぐスペインは1953年、アメリカとの間で米西防衛協定を結び、アメリカからの経済支援や軍備の購入をとりつけ、アメリカの空軍や海軍にスペイン領内の基地を使わせることを許可した。またバチカンの教皇庁との間では1953年のコンコルダートと呼ばれる政教条約（コンコルダート）を結び、フランコ政権に対してかつてのスペイン王権と同様のパトロナート・レアル（国家による教会に対する支配）を認めさせた代わりに、教会に対して財政的・税制的特権を与えた。1959年12月には、アメリカのドワイト・D・アイゼンハワー大統領がスペインを訪問。これらによりスペインは西側の国々との関係が改善し、国際的孤立からの回復を開始した。
1960年代からは「スペインの奇跡」と呼ばれる高度経済成長が起き、当時日本に次ぐ経済成長率を記録するなど国民生活も安定していった。1960年には軍法と通常法の分離が行われ、軍部が治安権限を警察に委譲する治安法と治安裁判所が成立した。1965年には国民運動（ファランヘ党中央組織）書記長ホセ・ルイス・デ・アレセが国民運動の影響力を強める改革を行おうとしたが、カトリック教会の強い反発に会い、失脚した。1966年にはフランコ体制の憲法と呼ばれる国家組織法が成立したが、体制が明確化されたのはこのときが初めてであった。ファランヘ党はこの際にも動員力を見せつけ、存在感をアピールした。1968年からはバスク祖国と自由（ETA）の活動が活発となり、再び軍が治安維持の全面に立つことになった。ETA構成員に対する苛烈な処罰は国際社会の反発を再び招いたが、スペイン国内においてはおおむね支持されていた。
1969年には、1931年の革命で亡命した国王アルフォンソ13世の孫であるフアン・カルロスを王位継承者とする法律が成立し、フランコ死後の元首が確定した。しかしフランコは腹心のルイス・カレーロ・ブランコを事実上の後継者として実権を握らせ、自らの独裁路線を継続させる構想を描いていたが、1973年にETAがブランコを暗殺したため頓挫した。また、オイルショックや1973年の急激なインフレーションはスペインの経済状況を悪化させた。

## 民主化
1975年11月20日、フランコは死去し、2日後に皇太子フアン・カルロスが44年ぶりに国王に即位した。フランコの操り人形と見られていたフアン・カルロス1世は、大方の予想を裏切り、独裁体制を受け継がず、積極的に民主化を推進、1976年に首相となったアドルフォ・スアレスの指導の下、民主化のための制憲議会 (Cortes Constituyentes) の設置を表明した。フランコ派が多数を占めていた議会もこの措置に賛同し、フランコ独裁体制は民主化への軟着陸を目指すこととなった。
1977年には41年ぶりの自由選挙が行われた。翌1978年に新しい憲法（1978年憲法）が承認され、スペインは立憲君主制に移行した。ただし、この時期でも政権を握っていたのはフランコ派の政治エリートであり、かつての反体制派や共和派が政権に参加するのは1982年のことであった。

## 評価
フランコ体制は当時の左派勢力を中心に「ファシズム体制」と見られており、現在でもそうした見方がとられることがある。スタンリー・G・ペインはセラーノ失脚の頃からフランコ政権の「脱ファシズム化」が行われたと見ている。ホアン・リンスはフランコ体制が初期にはファシズムの拡張を図ったものの、ナチス退勢後はファシズムを排除し、従来の伝統的支配とファシズム勢力が結合した「権威主義体制」であるととらえている。ハビエル・トゥセルはリンスの見方を引き継ぎ、フランコ体制が「軍・教会・ファランヘ党・オプス・デイ」等の自立した「ファミリア」によって構成されているとした。各ファミリアはそれぞれ省庁を支配し、権力の棲み分けを図っていた。フランコ体制がファシズムであったと見る論者でも、そのイデオロギー性が弱体であり、他の政治勢力の影響が強いと見ている。フランコの死後も「フランコ無きフランコ体制」を維持しようとする動きはあり、その動きが完全に断たれたのは1982年スペイン議会総選挙で民主中道連合が敗北し、解散されて以降のことであった。